# رای پتری
ری پتری (انگلیسی: Ray Petri؛ ۱۹۴۸ – ۱۹۸۹) مشاور مد و طراح اهل بریتانیا بود. او موسس کمپانی بوفالو، که یک خانه‌ی مد است، می‌باشد.